# Халькогеноводні
Халькогеноводні — загальна назва сполук, утворених з водню та халькогенів (елементів підгрупи кисню). Мають загальну формулу H2X, де X халькоген.
| Сполука      | Формула | Модель | Молярна маса | Довжина зв'язку d(H-X)/pm | Валентний кут (H-X-H), ° | Дипольний момент μ/D | G°f     | tплав °C | tкип °C |
| ------------ | ------- | ------ | ------------ | ------------------------- | ------------------------ | -------------------- | ------- | -------- | ------- |
| Вода         | H2O     |        | 18           | 95,8                      | 104,45                   | 1,85                 | −285,83 | 0        | 100     |
| Сірководень  | H2S     |        | 34           | 133,6                     | 92,1                     | 0,93                 | −20,15  | −82,3    | −60,28  |
| Селеноводень | H2Se    |        | 81           | 146                       | 91                       |                      | 85,77   | −65,73   | −41,25  |
| Телуроводень | H2Te    |        | 130          | 169                       | 90                       |                      | 154,39  | −49      | −2,2    |
| Полоноводень | H2Po    |        | 211          | 171                       | 88                       |                      |         | −35,3    | 36,1    |

За нормальних умов сірководень, селеноводень і телуроводень - гази, вода і полоневодень - рідини. Усі халькогеноводороди надзвичайно токсичні (винятком є вода).
Халькогени в халькогенівні мають ступінь окислення −2. Так як вони мають максимальний негативний ступінь окислення, вони виявляють лише відновлювальні властивості. Відновлювальна здатність халькогеноводородів зростає від кисню до полонію.
Газоподібні халькогеноводороди малорозчинні у воді.